# Мустаката конюга
Мустакатата конюга (Aethia pygmaea) е вид птица от семейство Кайрови (Alcidae). Видът е незастрашен от изчезване.

## Разпространение
Мустакатата конюга е разпространена в Япония, Русия и САЩ.